# Schloss Ehrnau

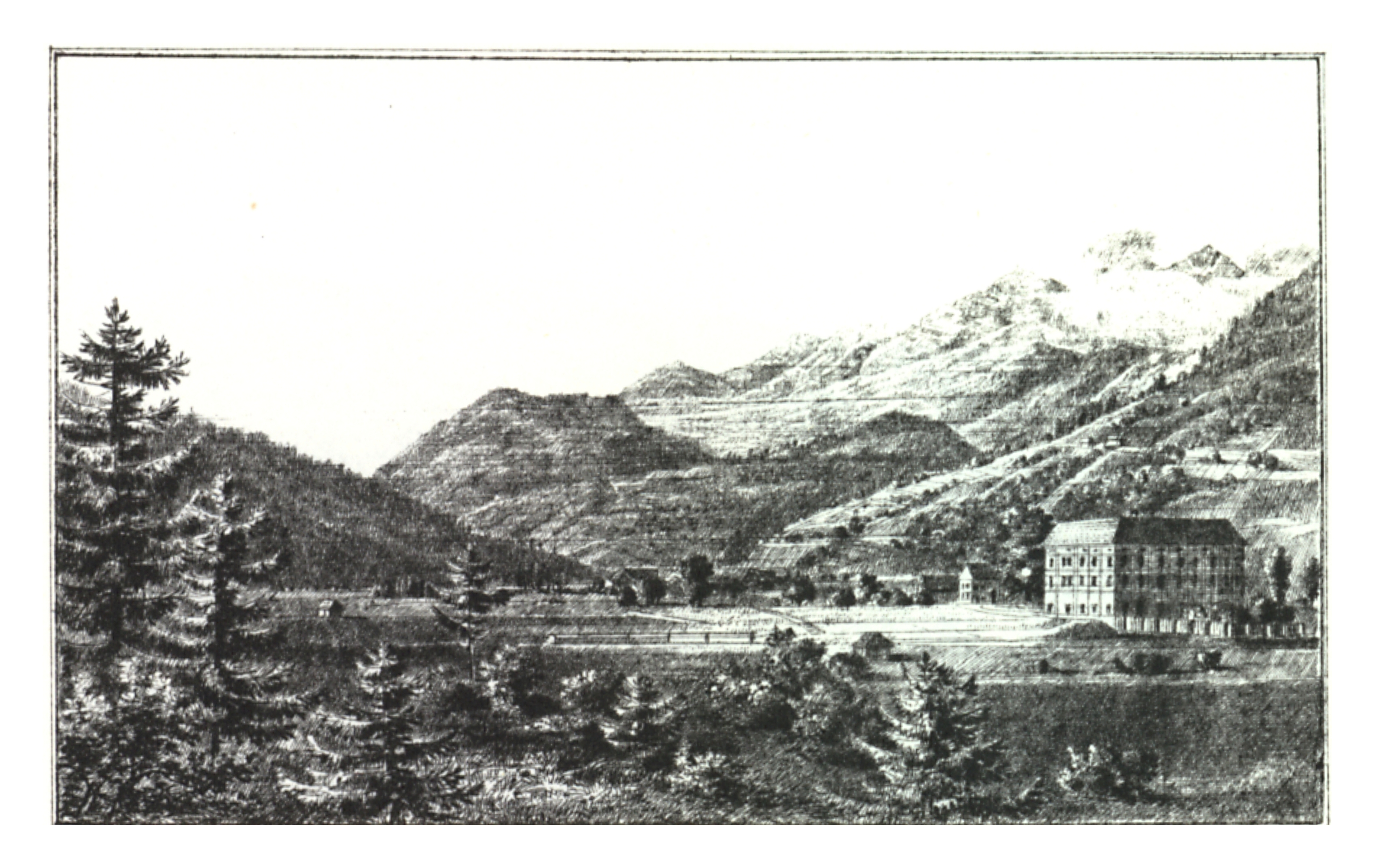
Schloss Ehrnau um 1820

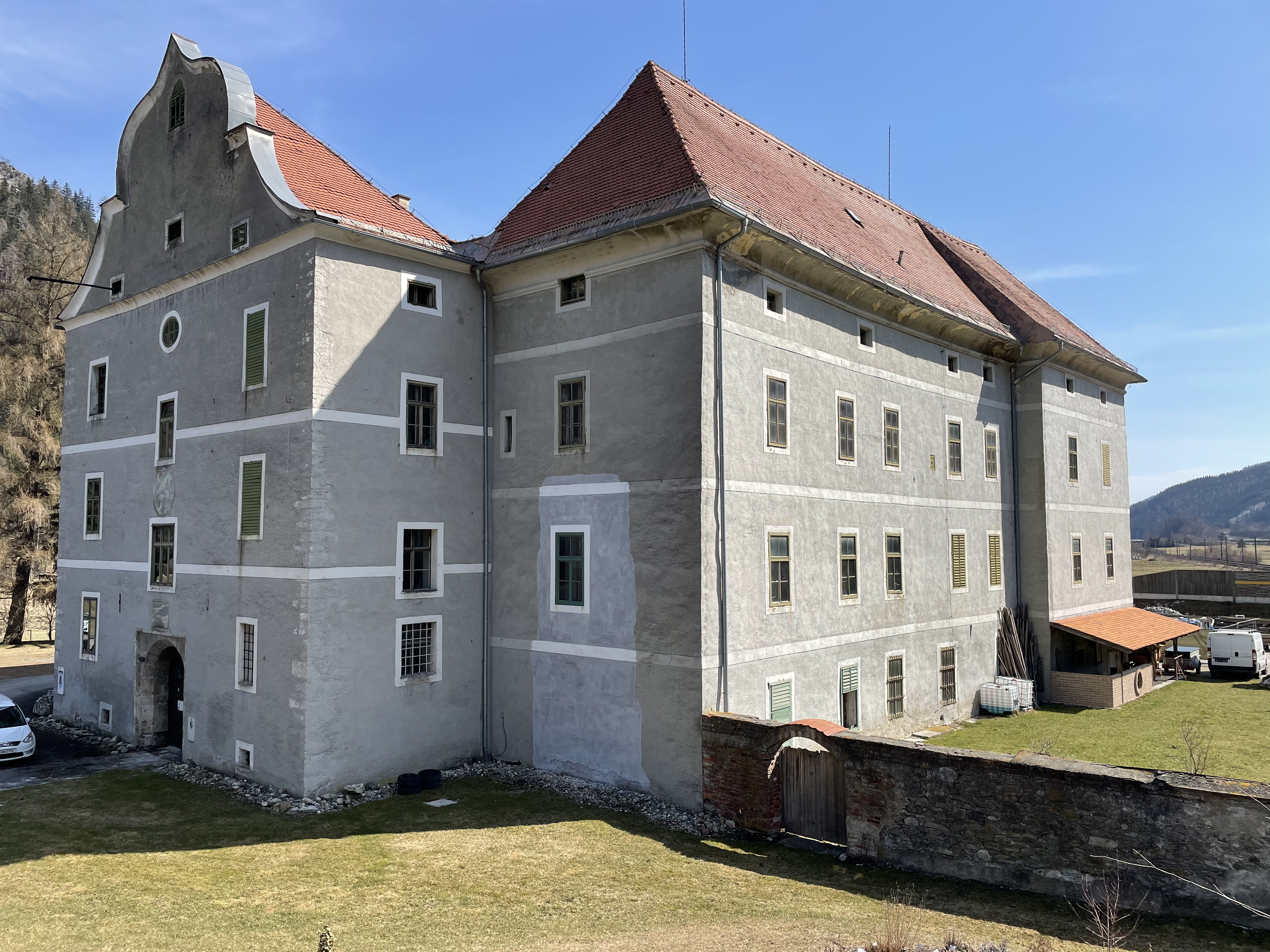
Ansicht Schloss Ehrnau

Schloss Ehrnau liegt in der Gemeinde Mautern im Politischen Bezirk Leoben in der Obersteiermark in Österreich. Das Schloss steht unter Denkmalschutz (Listeneintrag).

## Geschichte
Westlich von Mautern, in unmittelbarer Nähe zur Pyhrn Autobahn (A9) gelegen, zeugt das Schloss vom Geschlecht der Ehrenfelser, die im 13. Jahrhundert Wehrbauten im Tal errichtet haben. Nach den Ehrenfelsern war der Ansitz Eigentum der Herren von Kraig, Siegmund von Dietrichstein und von 1564 bis 1822 der Grafen Breuner. Maximilian Freiherr von Breuner erhielt 1633 für Mautern das Marktrecht, 1728 war Kaiser Karl VI. beim Grafen Carl Adam von Breuner zu Gast.
Ab 1882 wurden die Räumlichkeiten vom Bezirkskommissariat genutzt, weil Mautern ein eigener Gerichtsbezirk war. Von 1885 bis 1980 waren im Schloss ein Alten- und Siechenheim untergebracht, das auf eine Stiftung von Franz Freiherr Mayr von Melnhof aus 1883 zurückging. Zwischenzeitlich beherbergte Schloss Ehrnau die größte Diskothek Österreichs – das „Palace“.
Seit 2017 erfolgt die schrittweise Revitalisierung des Schloss Ehrnau durch den derzeitigen Besitzer Wilhelm Luttenberger. Mit dem Zigeunerbaron war im Juni 2018 die offizielle Wiedereröffnung nach der Renovierung. Seitdem wird das Schloss für Veranstaltungen genutzt bzw. kann dafür gemietet werden.